# Claude Guillemot (artiste)
Pour les articles homonymes, voir Claude Guillemot et Guillemot.

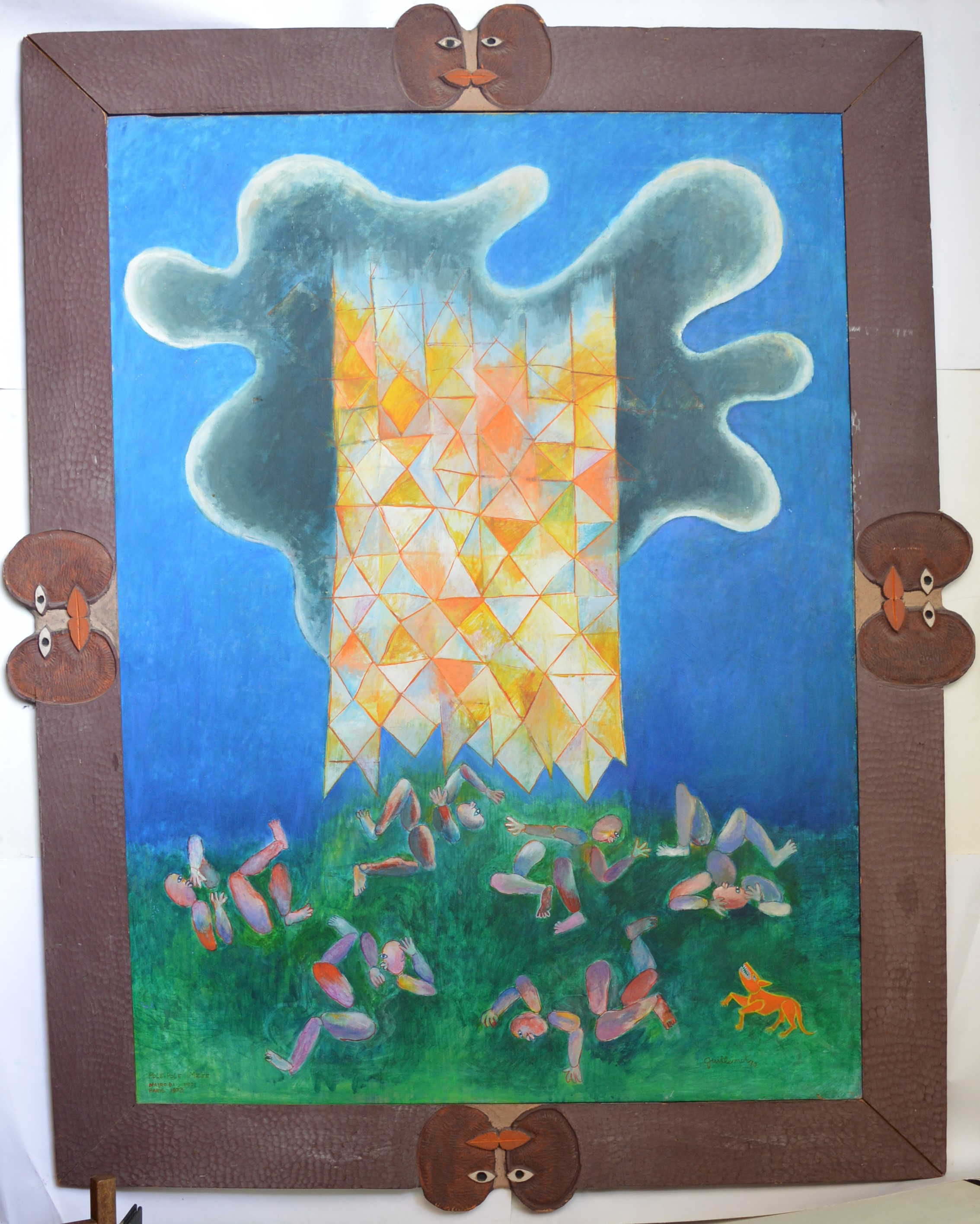

Claude Guillemot est un peintre, paléontologue et galeriste français né à Crédin (Morbihan) le 8 août 1937.
Il a fait partie de l'équipe franco-américano-éthiopienne de paléontologues qui découvrit le fossile de Lucy.

## Biographie
Claude Guillemot est né le 8 août 1937 àCrédin dans le Morbihan. Il apprend le dessin à l’École des beaux-arts de Rennes où il suit les cours de Xavier de Langlais et de François Garnier, puis entre à l’École nationale supérieure des beaux-arts de Paris où il est élève de Maurice Brianchon et de Roger Chastel.
En 1962, il est élu massier de l'atelier Brianchon.
En 1963, il obtient le premier prix du Dôme à Paris.
En 1964, il remporte le grand prix de Rome de peinture pour son tableau Le Combat avec l'ange,. Il devient pensionnaire de la villa Médicis à Rome de 1965 à 1968. Il obtient une médaille d'or au Premio del Fiorino à Florence en 1967 pour son œuvre Nu blanc, ou Sophie dans un fauteuil.
En 1968, après son séjour romain, il rejoint son ami paléontologue Yves Coppens en Afrique et dirige la prospection et les fouilles sur les gisements de l'Omo et de Hadar. En 1976, avec des prospecteurs dassanetchs, il découvre dans la vallée de l'Omo, les restes d'un crâne de Paranthropus boisei (Omo 323-1976-896) qu'il reconstituera dans son atelier. Il participe aux missions françaises de paléontologie et d'archéologie en Afrique et en Asie jusqu'en 2010.
Il est nommé attaché du Muséum national d'histoire naturelle de Paris en 1972 et chercheur à la Maison des études éthiopiennes (devenu le Centre français des études éthiopiennes, CFEE)  à Addis-Abeba de 1992 à 1997, et membre du comité de rédaction du bulletin de cette institution.
En 1996, il participe à l'émission de Nicolas Hulot Opération Okavango, on a marché sur la terre pour présenter les gisements paléontologiques de la vallée de l'Omo.
Parallèlement à son parcours de collaborateur scientifique il poursuit une carrière de peintre.
En 1967, avec la collaboration de Claudie Devoucoux, il réalise les cartons des vitraux de l'église Saint-Guen à Vannes (Maisonneuve et Kasper, architectes), qui obtiendra en 2007 le label « Patrimoine du XXe siècle », et de l'église Saint-Luc à Rennes (Derrouch, architecte).
En 1970, il peint Polé-Polé Mze, inspiré par ses séjours à Nairobi.
De 1973 à 1982, en collaboration avec le peintre Albin Woehl, il réalise les peintures de nombreux décors pour le Théâtre 71 de Malakoff, le théâtre de la Ville de Paris, le théâtre antique d'Orange et pour plusieurs sociétés privées ou expositions publiques.
En 1981, avec l'aide de son fils François, il crée et peint le décor Forêt équatoriale de l'exposition « Les Observateurs de l'Homme » organisée par Guerlain-Dautrey.
En 1982, il compose la pochette du disque 33 tours Chasseurs Pygmées édité par Selaf Orstom.
À partir de 1984, il ouvre un stand de vente de gravures et dessins anciens sur le marché aux puces de la Porte de Vanves, puis une galerie d'art au 55, passage Jouffroy à Paris.
Avec François Guillemot, il illustre un ouvrage de Nicole Tersis, Contes zarma du Niger, édité par le Conseil international de la langue française (CILF) en 1979.
Il est l'auteur de l'avant-propos et des notes des Lettres de voyages. De la Mer Rouge à l'Atlantique (1901-1903) de Robert du Bourg de Bozas, ouvrage publié aux éditions L'Harmattan en 2013.
Depuis le 11 avril 2014, il a ouvert avec sa femme Béatrice la galerie des Moineaux sur le port de Saint-Goustan à Auray (Morbihan). Il y expose des dessins de Jeanne Malivel (1895-1926), figure du renouveau breton dans les années 1920, et ses propres œuvres parmi d'autres artistes.
Claude Guillemot est le père de François Guillemot, historien et chanteur du groupe punk Bérurier Noir, et de cinq autres enfants, Valérie, Mathilde, Gwenaël, Matthieu et Suzanne.

## Publications
- Jean-Renaud Boisserie, Franck Guy, Anne Delagnes, Leslea J. Hlukso, Faysal Bibi, Yonas Beyene, Claude Guillemot, « New palaeoanthropological research in the Plio-Pleistocene Omo Group, Lower Omo Valley, SNNPR (Southern Nations, Nationalities and People Regions), Ethiopia », Comptes Rendus Palevol, vol. 7, no 7, octobre 2008, pp. 429-439.
- Robert Du Bourg de Bozas, Lettres de voyage écrites au cours de la mission scientifique Du Bourg de Bozas. De la mer Rouge à l'Atlantique, 1901-1903. Suivies de lettres de ses compagnons, Paris, L'Harmattan, coll. « Mémoires du XXe siècle ». Série Afrique noire, 2013.  — Avant-propos et notes de Claude Guillemot.
- Nicole et Jean Chavaillon, Gotera : un site paléolithique récent d'Éthiopie, Pari, Recherche sur les civilisations, coll. « Mémoire », 1985.  — Avec la collaboration de Denis Geraads et Claude Guillemot.
- Claude Guillemot, « Recherches paléoanthropologiques dans la basse vallée de l’Omo », Bulletin de la Maison des Études éthiopiennes, no 11, 1997.
- Claude Guillemot, Denis Geraads, Zeresenay Alemseged, « L’Éthiopie avant les hommes : mission de prospection et de fouilles à Chorora dans la moyenne vallée de l’Awash », Bulletin de la Maison des Études éthiopiennes, no 11, 1997.
- Nicole Tersis, En suivant le calebassier. Contes zarma du Niger, Paris, Conseil international de la langue française, Edicef, coll. « Fleuve et flamme », série bilingue, 1979.  — Textes rassemblés et présentés par Nicole Tersis. Dessins de François et Claude Guillemot.
- Zeresenay Alemseged, Denis Geraads, Yves Coppens & Claude Guillemot
- Taphonomical and paleoenvironmental study of omo-33, a late pliocene hominid locality of the lower Omo basin, Ethiopia, 1996